# Pseudostenidea rufescens
Pseudostenidea rufescens là một loài bọ cánh cứng trong họ Cerambycidae.